# Aurora Snow
Aurora Snow (ur. 26 listopada 1981 w Santa Maria) – amerykańska aktorka i reżyserka filmów pornograficznych. Jej imię zaczerpnięto od Aurory, głównej bohaterki filmu animowanego Walt Disney Pictures Śpiącej królewny, a nazwisko od Królewny Śnieżki.

## Życiorys

### Wczesne lata
Urodziła się i wychowała w Santa Maria w Kalifornii, ale także spędziła czas w Albuquerque w Nowym Meksyku. W wieku 12 lat grała w lokalnym teatrze. Była w szkole cichą uczennicą. Studiowała na wydziale teatralnym na Uniwersytecie Kalifornijskim w Irvine. Po pierwszym roku studiów trafiła do agencji modelek. Stamtąd trafiła do branży porno. Kontynuowała naukę, ale zmieniła kierunek na biznes.

### Kariera
Po pierwszym roku nauki odpowiedziała na ogłoszenie dotyczące rozbieranej sesji, co zainicjowało jej karierę w branży pornograficznej. Dokładnie 31 maja 2000 roku zadebiutowała w filmie Eda Powersa More Dirty Debs 152 u boku Gauge i Jenny Haze. Początkowo brała udział w scenach gonzo. W latach 2003–2005 pracowała na kontrakcie jako wykonawczyni i reżyserka studia Sin City. Potem wystąpiła w parodiach porno: porno-baśni o Czerwonym Kapturku Zdemoralizowane opowieści Aurory Snow (Aurora Snow’s Perverted Tales, 2004) z Brianem Surewoodem jako wielkim złym wilkiem, Star Trek – Hustler This Ain’t Star Trek XXX (2009), Family Guy – Family Guy: The XXX Parody (2012) jako Lois Griffin czy Batgirl XXX: An Extreme Comixxx Parody (2012) jako Kobieta-Kot.
Była także na reżyserką i gospodynią programu Private Calls na kanale Playboy TV, a także wystąpiła w komediodramacie Rogera Avary Żyć szybko, umierać młodo (The Rules of Attraction, 2002) jako zamaskowana dziewczyna na imprezie, komedii Judda Apatowa Supersamiec (Superbad, 2007) jako podróżniczka i serialu Cinemax Co-Ed Confidential (2008) jako Lacey i Śmierć na 1000 sposobów (2010).
W 2003 roku zdobyła branżową nagrodę AVN Award w kategorii najlepsza aktorka. W lipcu 2010 roku poinformowała o sprawie obsceniczności przeciwko Johnowi Stagliano dla AVN.
Brała udział w ponad 600 filmach pornograficznych. W 2011 roku przeniosła się z Los Angeles do Macon w Missouri.
W latach 2001–2008 związana była z aktorem i reżyserem filmów porno Jayem Ashleyem. Spotykała się z Brianą Banks na planie Taboo 2001: Sex Odyssey, Tyler Faith podczas realizacji 100% Anal 2: Welcome To Jezebelle Best Of Aurora Snow (2003), kanadyjskim aktorem filmów porno Voodoo (2007) i Stormy Daniels (2007).

## Nagrody
| Rok  | Nagroda    | Kategoria                                                           | Film                                         | Pozostali wykonawcy                                                |
| ---- | ---------- | ------------------------------------------------------------------- | -------------------------------------------- | ------------------------------------------------------------------ |
| 2002 | XRCO Award | Kremowy sen (Cream Dream)                                           | –                                            | –                                                                  |
| 2002 | XRCO Award | Najlepsza scena seksu trójosobowego (dziewczyna/chłopak/chłopak)    | Up Your Ass 18 (2001), reż. Mike John        | Mr. Marcus i Lexington Steele                                      |
| 2002 | XRCO Award | Najlepsza scena seksu grupowego                                     | Gangbang Auditions 7 (2001), reż. Gregg Alan | Jay Ashley, Lexington Steele, Erik Everhard, Mr. Marcus i Pat Myne |
| 2003 | XRCO Award | Najlepsza scena seksu trójosobowego (dziewczyna/dziewczyna/chłopak) | Trained Teens 1 (2002), reż. Jules Jordan    | Gauge i Jules Jordan                                               |
| 2003 | AVN Award  | Wykonawczyni roku                                                   | –                                            | –                                                                  |
| 2011 | XRCO Award | XRCO Hall of Fame (Sala Sław)                                       | –                                            | –                                                                  |
| 2017 | AVN Award  | AVN Hall of Fame (Sala Sław)                                        | –                                            | –                                                                  |